# アジアンハンディキャップ
アジアンハンディキャップ（英語: Asian Handicap）とは、ブックメーカーでの賭け方の一つである。サッカーにしか適用されない独特な賭け方で、インドネシアで生まれ21世紀初頭に人気を集めた。
アジアンハンディキャップの最も特徴的な点はどちらかのチームにハンディキャップを付けることにより「引き分け」を排除したところにある。
この言葉は1998年11月にジャーナリストのJoe Saumarez Smithによって造られた。元々はインドネシアのブックメーカー「Joe Phan」で「hang cheng betting」と使われていたが後に「Asian Handicap」と翻訳されることとなった。

## 概要
サッカーで賭けをする際、必ず勝ち、引き分け、負けのいずれかが存在する。しかしアジアンハンディキャップはハンデを加えることにより勝ち、もしくは負けの事象しかなくなる。
さらにブックメーカーは試合前に「ハンディキャップ」を与えることにより双方のチームが勝利する確率を50%近くに引き上げる。そのためオッズは2.00に近い数値となり勝っても実入りがほとんどないといったことを避けることができる。
普通のハンディキャップとの違いは1/4間隔でハンデが付けられており、ハンデを付けた後の結果が引き分けとなったら掛け金の100%が返金される。
例：
- 試合：ブラジルVS日本
- ハンディキャップ：日本+2.0
- 説明：日本が勝利、引き分けもしくは1点差以内で負けた場合、日本の勝利となる。  もし2点差で負けた場合、日本に2点のハンデが付けられているため「引き分け扱い」となり、賭けた額の100%が返金される。

## クォーターゴールおよびハーフゴール
ブックメーカーによっては1/2、1/4の間隔でハンデを付けているところもある。
ハーフゴールがハンデとなっている場合必ずどちらかのチームが勝利するようになっている。このため引き分けと言う結果は存在しない。
例：
- 試合：ブラジルVS日本
- ハンディキャップ：日本+1.5
- 説明：日本が勝ち、引き分け、1点差以内の負けであれば日本の勝利となる。ハンデが1.5点の為、2点差以上離された場合日本の負けとなる。

ハーフゴールに対してクォーターゴールと言うのは試合の勝ち負けに影響されるわけではなく、払い戻しの額に影響が及ぼされる。
例：
- 試合：ブラジルVS日本
- ハンディキャップ：日本+1.25
- 説明：日本が勝ち、引き分けであれば日本の勝利となる。もし1点差で負けた場合50%の金額が払い戻され、50%が勝利の倍率の金額が払い戻される。

一方ハンディキャップ日本+1.75はと言うと日本が勝ち、引き分けであれば日本の勝利となる。もし2点差で負けた場合50%の金額が払い戻される。

## 全ての事象
アジアンハンディキャップは-2から+2までしかない。下記の表が全ての起こりうる事象とその配当金である。
| ハンディ キャップ | 試合結果        | 賭けの結果                        | ハンディ キャップ | 試合結果        | 賭けの結果                        |
| ----------------- | --------------- | --------------------------------- | ----------------- | --------------- | --------------------------------- |
| 0                 | 勝ち            | 勝ち                              | 0                 | 勝ち            | 勝ち                              |
| 0                 | 引き分け        | 100%払い戻し                      | 0                 | 引き分け        | 100%払い戻し                      |
| 0                 | 負け            | 負け                              | 0                 | 負け            | 負け                              |
| -0.25             | 勝ち            | 勝ち                              | 0.25              | 勝ち            | 勝ち                              |
| -0.25             | 引き分け        | 50%払い戻し                       | 0.25              | 引き分け        | 50%払い戻し 50%勝利倍率で払い戻し |
| -0.25             | 負け            | 負け                              | 0.25              | 負け            | 負け                              |
| -0.5              | 勝ち            | 勝ち                              | 0.5               | 勝ち            | 勝ち                              |
| -0.5              | 引き分け        | 負け                              | 0.5               | 引き分け        | 勝ち                              |
| -0.5              | 負け            | 負け                              | 0.5               | 負け            | 負け                              |
| -0.75             | 2点差以上の勝ち | 勝ち                              | 0.75              | 勝ち            | 勝ち                              |
| -0.75             | 1点差での勝ち   | 50%払い戻し 50%勝利倍率で払い戻し | 0.75              | 引き分け        | 勝ち                              |
| -0.75             | 引き分け        | 負け                              | 0.75              | 1点差での負け   | 50%払い戻し                       |
| -0.75             | 負け            | 負け                              | 0.75              | 2点差以上の負け | 負け                              |
| -1                | 2点差以上の勝ち | 勝ち                              | 1                 | 勝ち            | 勝ち                              |
| -1                | 1点差での勝ち   | 100%払い戻し                      | 1                 | 引き分け        | 勝ち                              |
| -1                | 引き分け        | 負け                              | 1                 | 1点差での負け   | 100%払い戻し                      |
| -1                | 負け            | 負け                              | 1                 | 2点差以上の負け | 負け                              |
| -1.25             | 2点差以上の勝ち | 勝ち                              | 1.25              | 勝ち            | 勝ち                              |
| -1.25             | 1点差での勝ち   | 50%払い戻し                       | 1.25              | 引き分け        | 勝ち                              |
| -1.25             | 引き分け        | 負け                              | 1.25              | 1点差での負け   | 50%払い戻し 50%勝利倍率で払い戻し |
| -1.25             | 負け            | 負け                              | 1.25              | 2点差以上の負け | 負け                              |
| -1.5              | 2点差以上の勝ち | 勝ち                              | 1.5               | 勝ち            | 勝ち                              |
| -1.5              | 1点差での勝ち   | 負け                              | 1.5               | 引き分け        | 勝ち                              |
| -1.5              | 引き分け        | 負け                              | 1.5               | 1点差での負け   | 勝ち                              |
| -1.5              | 負け            | 負け                              | 1.5               | 2点差以上の負け | 負け                              |
| -1.75             | 3点差以上の勝ち | 勝ち                              | 1.75              | 勝ち            | 勝ち                              |
| -1.75             | 2点差での勝ち   | Half win                          | 1.75              | 引き分け        | 勝ち                              |
| -1.75             | 1点差での勝ち   | 50%払い戻し 50%勝利倍率で払い戻し | 1.75              | 1点差での負け   | 勝ち                              |
| -1.75             | 引き分け        | 負け                              | 1.75              | 2点差での負け   | 50%払い戻し                       |
| -1.75             | 負け            | 負け                              | 1.75              | 3点差以上の負け | 負け                              |
| -2                | 3点差以上の勝ち | 勝ち                              | 2                 | 勝ち            | 勝ち                              |
| -2                | 2点差での勝ち   | 100%払い戻し                      | 2                 | 引き分け        | 勝ち                              |
| -2                | 1点差での勝ち   | 負け                              | 2                 | 1点差での負け   | 勝ち                              |
| -2                | 引き分け        | 負け                              | 2                 | 2点差での負け   | 100%払い戻し                      |
| -2                | 負け            | 負け                              | 2                 | 3点差以上の負け | 負け                              |